# Žanis Peiners
Žanis Peiners (Rēzekne, 2 agosto 1990) è un ex cestista lettone.

## Palmarès
- Coppa di Serbia: 1

Partizan Belgrado: 2020
- Supercoppa ABA Liga: 1

Partizan Belgrado: 2019